# گرمندورف
گرمندورف (به آلمانی: Germendorf) یک منطقهٔ مسکونی در آلمان است که در ارانینبرگ واقع شده‌است. گرمندورف ۱٬۸۱۸ نفر جمعیت دارد.